# Archidiocèse de Florence
Ne doit pas être confondu avec Archidiocèse de Florencia.
L'archidiocèse de Florence (en latin : Archidioecesis Florentina ; en italien : Arcidiocesi di Firenze) est un archidiocèse métropolitain de l'Église catholique d'Italie appartenant à la région ecclésiastique de Toscane.

## Territoire
Il est situé dans la ville métropolitaine de Florence ; l'autre fraction de cette ville métropolitaine est partagée par les diocèses de Volterra, Faenza-Modigliana, San Miniato et Fiesole ; ces deux derniers sont suffragants de l'archidiocèse de Florence tout comme les diocèses d'Arezzo-Cortone-Sansepolcro, Pistoia et Prato. Son territoire est d'une superficie de 2 205 km2 divisé en 318 paroisses regroupées en 18 archidiaconés. L'archevêché est à Florence avec la cathédrale Santa Maria del Fiore.
L'archidiocèse possède plusieurs basiliques mineures : Santa Croce où se trouvent les reliques de la bienheureuse Humilienne (ca), Santa Maria Novella avec la tombe de la bienheureuse Villana de' Botti et San Lorenzo avec la sépulture du bienheureux Nicolas Sténon, toutes trois célèbres pour leurs fresques, San Marco qui possède les corps de saint Antonin de Florence et du vénérable Giorgio La Pira, la Santissima Annunziata garde celui de sainte Julienne Falconieri, Santa Trinita qui appartient aux Vallombrosains, San Miniato al Monte qui est l'église des olivétains et Santo Spirito. En plus des basiliques citées plus haut, on trouve à Florence plusieurs églises où les fidèles vénèrent les reliques de saints comme l'église Santa Maria del Carmine qui conserve le corps de saint d'André Corsini tandis que ceux de sainte Marie-Madeleine de Pazzi et de la bienheureuse Marie-Bartholomée Bagnesi reposent dans le monastère des carmélites de l'ancienne observance sur les hauteurs de Florence. Le couvent des carmélites déchaux possède le corps de sainte Thérèse-Marguerite du Sacré-Cœur de Jésus. Sur le reste du territoire de l'archidiocèse, l'abbaye de Monte Senario est le lieu de fondation de l'ordre des Servites de Marie et un des sanctuaires les plus importants de la Toscane et la ville de Campi Bisenzio est lieu de pèlerinage auprès de la bienheureuse Thérèse-Adélaïde Manetti, fondatrice des carmélites de Sainte Thérèse de Florence.

## Histoire

### Époque paléochrétienne
Selon la tradition, l'évangélisation de la Florentia romaine remonte au IIe siècle ou au début du IIIe siècle par la prédication des disciples de saint Pierre, saint Frontin et saint Paulin (it), ainsi que par la présence des premiers martyrs tels que saint Miniatus et saint Crescence. En réalité, ces théories, bien que chères à la dévotion populaire, n’ont aucune preuve historique et l’arrivée du christianisme coïncide avec la présence, fixe ou occasionnelle, de marchands gréco-syriaques vivant dans la zone de l’Oltrarno, le long de la Via Cassia. Dans l'église Santa Felicita, on a retrouvé les plus anciennes épigraphie paléochrétienne de Florence. Le premier évêque reconnu historiquement est Felix, qui se trouve à Rome en 313 lors d'un synode organisé par le pape Miltiade.
Une revendication plus large du christianisme est venue à la fin du IVe siècle. En 393, saint Ambroise est invité à Florence lors de la consécration de l'église de San Lorenzo (à l'emplacement de l'actuelle basilique San Lorenzo) et prononce à cette occasion la célèbre homélie Exhortatio virginitatis. Après son départ, le docteur de l'Église se voit attribuer la victoire contre les barbares de Radagaise (406) qui se déroule le jour de la sainte Réparate, qui devient depuis lors, selon la tradition, la protectrice de la ville. Avec l'évêque saint Zénobe, se crée une première organisation efficace dans le diocèse qui peut désormais compter plusieurs églises en dehors des murs de la ville de cette époque en plus de Santa Felicita et San Lorenzo déjà citées, et de l'église Santa Reparata, futur cathédrale. Certains historiens médiévaux ont soutenu que le baptistère Saint-Jean était aussi une église paléochrétienne, mais des fouilles archéologiques ont permis de dater son origine du XIIe siècle avec des fondations bien au-dessus de la strate romaine.

### Moyen Âge
Au cours des siècles suivants, les Byzantins et les Lombards ajoutent les églises de Sant'Apollinare (it) et de San Ruffillo (it). D'autres églises sont alors fondées à l'époque carolingienne, une pierre tombale tardive de l'église des Santi Apostoli mentionne la présence de Charlemagne lors de sa fondation. La propagation des ordres monastiques est caractérisée à Florence par des structures plutôt provinciales comparées à d’autres régions d’Italie, du moins jusqu’à la fondation de la Badia Fiorentina en 978. L'évêque de Florence voit son autorité et sa présence augmenter sur le territoire au cours des siècles précédant immédiatement. Ainsi, au seuil de l'an 1000, il assure la primauté économique et politique de la ville, recevant des dîmes, possédant des châteaux et des bois sur un vaste territoire et envoie des podestats dans les villes environnantes. En 1013, l'évêque Ildebrande fonde San Miniato al Mont avec un monastère annexe occupé d'abord par les bénédictins clunisiens puis par les olivétains. Les cisterciens avaient l'abbaye des Saints Sauveur et Laurent a Settimo (it) près de Scandicci.
Gérard de Bourgogne est le premier évêque florentin à devenir pape sous le nom de Nicolas II mais ni sa présence ni les réformes tentées par le pape Victor II ne parviennent à enrayer la propagation de la simonie et du concubinage du clergé. C'est saint Jean Gualbert et l'ordre de Vallombreuse fondé en 1060, lors d'une confrontation épique à l'église San Michele in San Salvi, qui réussissent à chasser l'évêque Pietro Mezzabarba (it) et initie un mouvement contre la corruption dans les villes.
L’importance croissante de Florence au XIIe siècle s’accompagne également d’un développement du diocèse et d’une importance accrue de l’évêque, la richesse des églises et des monastères sont également documentée dans les illustrations du Codex Rustici. Le XIIIe siècle voit l’arrivée des ordres mendiants, d’abord les franciscains (1217) puis les dominicains (1219) suivis par les augustins, les carmes et des ordres monastiques comme les humiliés et les Sylvestrins qui s’organisent avec leurs églises autour des fortifications de Florence. Ils combattent les hérésies (comme la pataria) et soutiennent la population dans un moment de croissance démographique constante en raison de l'afflux continu de personnes venant des campagnes. C'est à cette époque que naissent, sous l'impulsion de saint Pierre de Vérone, les confréries caritatives du Bigallo (it) avec siège à la loggia del Bigallo, du Laudesi et de la Miséricorde tandis que la compagnie de Jésus Pèlerin était une école de perfectionnement et de soutien pour le clergé dont le siège était à l'oratoire de Gesù Pellegrino (it).
En 1233, l'ordre des Servites de Marie est fondé à Florence par sept fondateurs qui s'installent sur le site de la future basilique de la Santissima Annunziata. En 1294, Florence possède désormais une richesse qui la place parmi les principales villes européennes ce qui permet de décider du début des travaux d'une nouvelle magnifique cathédrale dédiée à Marie : la future cathédrale Santa Maria del Fiore en remplacement de Santa Reparata. C'est à cette époque que Dante, bien qu'exilé pour des raisons politiques, écrit la Divine Comédie. La peste noire ne marque qu'une crise temporaire dans la ville, après quoi elle récupère assez rapidement, son fiorino figure parmi les pièces les plus prisées des marchés européens.
Entre 1375 et 1378, la ville s'oppose au pape Grégoire XI lors de la guerre des Huit Saints ; le pontife excommunie tous les membres du gouvernement de Florence et lance un interdit sur la ville le 31 mars 1376. En octobre 1377, le gouvernement de Florence impose de lourdes amendes et procède à des confiscations importantes sur le clergé. Peu après le conflit, Niccolò Acciaiuoli fonde la chartreuse de Galluzzo. Le 10 mai 1419, son parent, Amerigo Corsini, obtient l'élévation de Florence en archidiocèse. La même année, Baldassarre Cossa, l'ancien antipape Jean XXIII arrive dans la ville, protégé par Jean de Médicis, et passe ses dernières années à Florence.

### Renaissance
Grâce à la puissance naissante des Médicis en 1439, Cosme de Médicis obtient le transfert du concile de Ferrare à Florence où il tient sa dernière phase en présence du pape Eugène IV, de l'empereur Jean VII Paléologue et du patriarche de Constantinople, ainsi que de nombreux évêques et prélats de l'Église latine et grecque, dont le cardinal Bessarion. À cette époque, des efforts considérables sont déployés pour réformer et rationaliser le clergé, les institutions monastiques et l'organisation du diocèse florentin en général. Le collège Eugène fondé par le pape, une école de clercs qui joue un rôle de premier plan dans l'histoire religieuse de la ville au cours des siècles à venir. C'est également dans la première moitié du XVe siècle que Florence retrouve sa passion de la bibliophilie et des bibliothèques prestigieuses comme la bibliothèque Laurentienne et celle du palais du chapitre des chanoines de Santa Maria del Fiore (it). Par les Médicis, l'église San Lorenzo devient presque la deuxième cathédrale de la ville, enrichie non seulement par la magnifique architecture de Filippo Brunelleschi mais également par un nombreux chapitre très riche. Grâce au mécénat de Cosme de Médicis, Michelozzo entreprend d’importants travaux au couvent San Marco où Fra Angelico peint ses célèbres fresques.
C’est en raison de luttes politiques entre les familles de pouvoir qu’il faut créer la société des Buonomini di San Martino (it) afin d'aider les « verghognosi », c’est-à-dire les familles autrefois riches tombées en disgrâce. Ce n’est là qu’une des réformes souhaitées par le grand archevêque, saint Antonin de Florence, homme de culture qui sait apporter au diocèse l’esprit rationnel et ordonné de l’humanisme, en anticipant certaines dispositions du concile de Trente. La spedale degli Innocenti, la première institution exclusivement consacrée à l'aide aux enfants en Europe, est une autre institution d'un esprit similaire. La figure de Savonarole est celle qui a le plus influencé, pour le meilleur et pour le pire, la spiritualité florentine et la société à la fin du XVe siècle.
Jusque-là, l'archidiocèse a comme suffragants les diocèses de Fiesole et Pistoia. La collégiale de Santo Stefano di Prato, est déclarée nullius dioecesis en 1460, tandis que les diocèses de Sansepolcro (1520) et San Miniato (1622) sont créés plus tard. La splendeur de Florence et de ses églises sont propulsés à l’époque des papes Médicis (Léon X et Clément VII), bien ce sont des années de luttes qui ensanglantent l’Italie.
Aucune des congrégations découlant du concile de Trente ne naît à Florence, mais les jésuites , les barnabites, les piaristes et les capucins y arrivent bientôt. C'est à Florence que naît le grand réformateur de la Rome papale, saint Philippe Néri. La figure de sainte Marie-Madeleine de Pazzi revêt une grande importance pour la vie spirituelle de la ville au XVIIe siècle. Le bienheureux Hippolyte Galantini est un autre exemple de spiritualité. Urbain VIII et Clément XII sont deux papes florentins. L'archevêque Tommaso Bonaventura della Gherardesca fonde le grand séminaire en 1712, flanqué du séminaire de Firenzuola en 1802, spécialisé dans la préparation du clergé des localités montagneuses et à partir de 1859 par le couvent de la Calza.
Au XVIIIe siècle, le jansénisme se ressent fortement jusqu’à Florence. Sous l’impulsion du grand-duc Léopold II, plusieurs églises et monastères sont supprimés ; phénomènes qui continue avec l’application des lois napoléoniennes de 1808. Derrière la laïcisation, il y a évidemment aussi des intérêts économiques importants, à titre d'exemple, le budget du Grand-Duché de 1737-1738 présente des recettes d'État d'environ 335 000 écus, contre 1 758 000 de recettes ecclésiastiques.

### Époque contemporaine
Le 25 mars 1799, Florence est envahie par les Français. L'occupation française de l'archidiocèse se manifeste par la nomination d'un évêque français, Antoine Eustache d'Osmond, combattu par les Florentins et par le pape Pie VII, prisonnier de Napoléon Ier. Les Français finissent par imposer leur décision, mais peu après la restauration, ils reviennent sur leurs pas. Mgr Pier Francesco Morali a la difficile tâche de remédier aux fractures entre les pro-français et ceux en faveur du pape.
De 1865 à 1871, Florence est la capitale du royaume d'Italie. L'archevêque Giovacchino Limberti (it) se retrouve soudainement dans une position de premier plan au niveau national. Si son travail pastoral et charitable est remarquable, on ne peut pas en dire autant de son travail politique, persécuté par la franc-maçonnerie, il défend Pie IX et le pouvoir temporel du pape après la brèche de la Porta Pia par le gouvernement italien, et essaye de tenir une position de conciliation qui déplaît aux deux parties.
Sous l'épiscopat d'Alfonso Maria Mistrangelo (1899-1930), l'action catholique a son premier siège permanent à Florence. Les archevêques de l’époque apportent un grand réconfort à la population lors des moments difficiles comme la Seconde Guerre mondiale et les inondations de Florence de 1966 : respectivement les cardinaux Elia Dalla Costa et Ermenegildo Florit.

## Sources
- (en) Catholic-Hierarchy

- (it) Cet article est partiellement ou en totalité issu de l’article de Wikipédia en italien intitulé « Arcidiocesi di Firenze » (voir la liste des auteurs).

### Articles liés
- Liste des diocèses et archidiocèses d'Italie
- Église catholique en Italie